# هیگاشی‌یاما، کیوتو

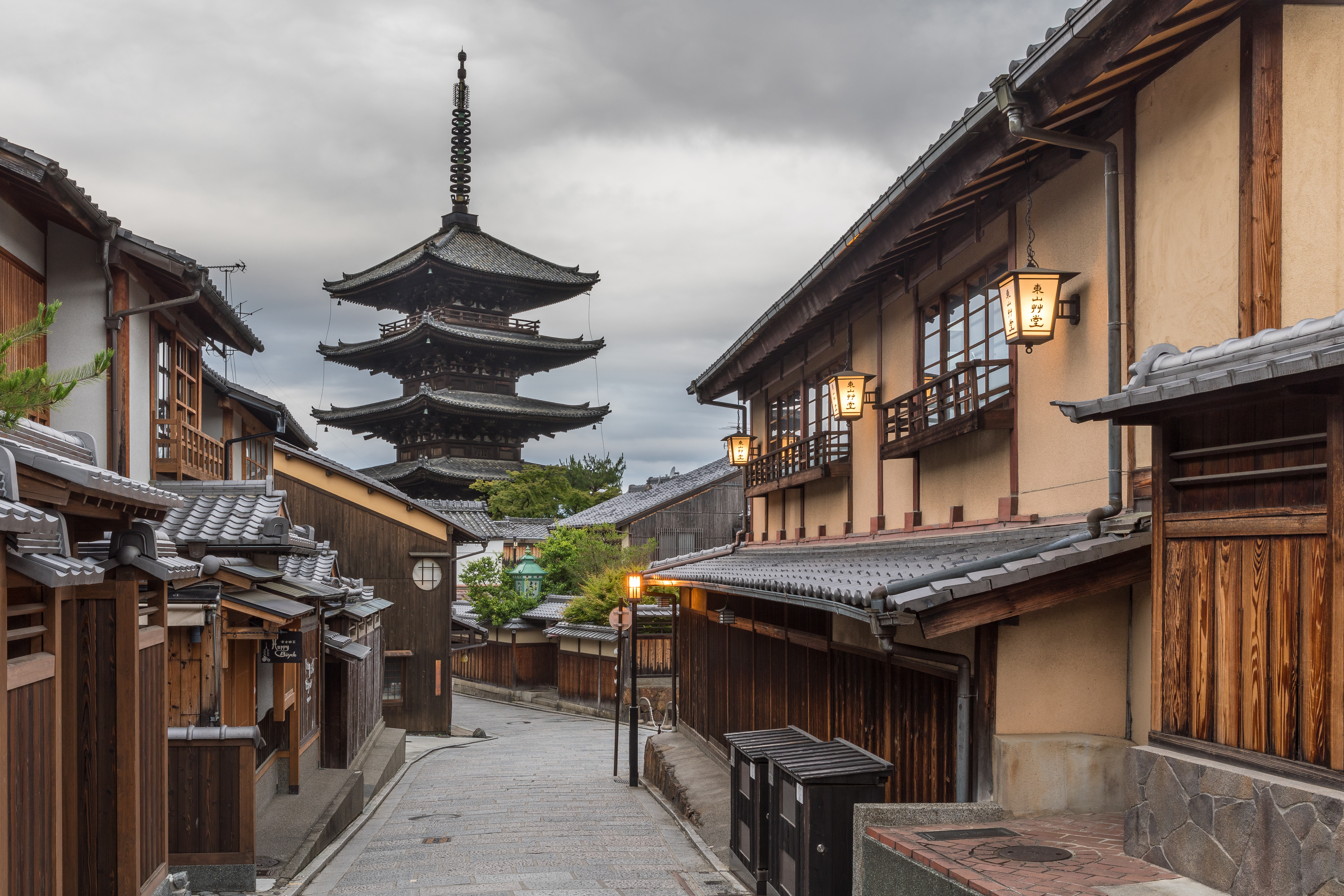
نگاره‌ای از معبد هوکان-جی در محلهٔ هیگاشی‌یاما در کیوتو.

هیگاشی‌یاما (به لاتین: Higashiyama-ku) یک منطقهٔ مسکونی در ژاپن است که در کیوتو واقع شده‌است. هیگاشی‌یاما ۷٫۴۸ کیلومتر مربع مساحت و ۳۹٬۰۴۴ نفر جمعیت دارد.
بسیاری از مکان‌های تاریخی که به عنوان فرهنگ هیگاشی‌یاما موسوم هستند و در قرن پانزدهم توسعه یافته‌اند، در اینجا و یا ساکیو، کیوتو یافت می‌شوند. هم منطقه تفریحی گیون که در مقابل معبد یاساکا قرار دارد و هم منطقه اطراف جاده‌های سنگفرش شدهٔ نینن‌زاکا و سانن‌زاکا که منتهی به معبد کیومیزو-درا منتهی می‌شود، در این بخش قرار دارند. سایر معابد و زیارتگاه‌های این بخش شامل توفوکو-جی، کننین-جی، کودای-جی و سانجوسانگن-دو هستند. موزه ملی کیوتو نیز در داخل همین بخش واقع شده‌است.